# 김만옥 (시인)
김만옥(金萬玉)은 대한민국의 시인이다.

### 생애
김만옥은 1946년 완도 출신으로 약관의 때인 1967년 <사상계> 신인문학상 당선을 통해 등단했다.
1975년 농약을 마시고 타계했다.

### 작품집
- 자선시집《슬픈 계절의》(국제출판사, 1964년)
- 유고시집《오늘 죽지 않고 오늘 살아 있다》(1985년, 청사)

### 수상 내역
- 전남일보 신춘문예 시 가작 (1965년)
- 사상계 제 8회 신인문학상 시 당선(1967년)
- 전남일보 신춘문예 단편소설 가작 (1967년)
- 대한일보 신춘문예 단편소설 당선 (1971년)
- 전남일보 신춘문예 단편소설 당선 (1971년)